# Entre deux sœurs
Pour plus de détails, voir Fiche technique et Distribution.
Entre deux sœurs est un film d'animation de court métrage français réalisé par Anne-Sophie Gousset et Clément Céard, sorti en 2023.

## Fiche technique
- Titre original : Entre deux sœurs
- Réalisation : Anne-Sophie Gousset et Clément Céard
- Scénario : Anne-Sophie Gousset
- Musique : Romain Trouillet
- Animation : Clément Céard, Susanne Seidel et Tom Viguier
- Son : Loïc Burkhardt
- Montage : Hervé Guichard
- Production : Reginald de Guillebon
- Sociétés de production : Folimage et Les Armateurs
- Sociétés de distribution : Folimage ; Gebeka Films (programme Géniales !)
- Pays de production :  France
- Langue originale : aucune (sans paroles)
- Format : couleur
- Genre : animation
- Durée : 7 minutes 15 secondes
- Dates de sortie :
  - Allemagne : 20 février 2023 (Berlinale)
  - France : 12 juin 2023 (Festival d'Annecy) ; 12 février 2025 (sortie nationale au sein du programme Géniales !)

## Distribution
Les voix sont seulement constituées de bruits (par exemple de rires), car il n'y a aucun dialogue.
- Vera Burkhardt
- Léa Charenton
- Pauline Charleston
- Timothée Céard
- Laurette Gauthron
- Manon Gauthron
- Anaïs Magne
- Armel Thomain

## Distinctions
- Festival international du film d'animation d'Annecy 2023 : Prix du jeune public pour un court métrage